# Probabilitat prèvia

Esquema anterior, versemblança i posterior. El diagrama mostra la relació entre distribució anterior, versemblant i posterior.

En la inferència estadística bayesiana, la probabilitat prèvia, sovint anomenada a priori, d'una quantitat incerta és la distribució de probabilitat que expressaria les pròpies creences sobre aquesta quantitat abans que es tinguessin en compte alguna evidència. Per exemple, la probabilitat a priori podria ser la distribució de probabilitat que representa les proporcions relatives de votants que votaran per un polític determinat en unes futures eleccions. La quantitat desconeguda pot ser un paràmetre del model o una variable latent en lloc d'una variable observable.
El teorema de Bayes calcula el producte puntual renormalitzat de la funció anterior i de la probabilitat, per produir la distribució de probabilitat posterior, que és la distribució condicional de la quantitat incerta donada les dades. De la mateixa manera, la probabilitat prèvia d'un esdeveniment aleatori o d'una proposició incerta és la probabilitat incondicional que s'assigna abans que es tingui en compte qualsevol evidència rellevant.

Per calcular la probabilitat a priori s'ha d'utilitzar la següent fórmula que especifica la probabilitat total :
P (B) = P (A 1) * P (B | A 1) + P (A ₂) * P (B | A ₂) +. . . + P (A n) * P (B | A n)
Si es compleixen els supòsits:
1) L'esdeveniment aleatori B és qualsevol esdeveniment que pertany al conjunt Z
2) Esdeveniments aleatoris A 1, A ₂ ,. . ., A n pertanyen al conjunt Z i compleixen les condicions següents
- A i ∩ A j SOBRE, i<>j
- A 1 ∪ A ₂ ∪. . . ∪ A n = Ω
- P (A i)> 0, i = 1, ..., n

on
Ω - conjunt d'esdeveniments elementals
Z - una família de subconjunts de l'espai d'esdeveniments elementals Ω
P (A i) - probabilitat de l'esdeveniment A i
P (B | A i) - probabilitat de l'esdeveniment B amb la condició d'ocurrència de l'esdeveniment A i